# Darkest Hour (film)
Darkest Hour är en brittisk biografisk krigsdramafilm från 2017, regisserad av Joe Wright och skriven av Anthony McCarten. I filmen medverkar Gary Oldman, Kristin Scott Thomas, Lily James, Stephen Dillane, Ronald Pickup och Ben Mendelsohn. Filmen handlar om Winston Churchill och hans tidiga dagar som premiärminister under andra världskriget.
Filmen hade världspremiär vid Telluride Film Festival den 1 september 2017 och hade biopremiär i Storbritannien den 12 januari 2018. Filmen hade biopremiär i Sverige den 2 februari 2018.
Vid Oscarsgalan 2018 nominerades filmen till sex Oscars, inklusive för bästa film, och belönades med två för bästa manliga huvudroll till Oldman och bästa smink. Vid Golden Globe-galan 2018 belönades filmen med en Golden Globe för bästa manliga huvudroll (drama) till Oldman.

## Rollista
| - Gary Oldman – Winston Churchill - Kristin Scott Thomas – Clementine Churchill - Ben Mendelsohn – Kung George VI - Lily James – Elizabeth Layton, sekreterare - Ronald Pickup – Neville Chamberlain - Stephen Dillane – Viscount Halifax - Nicholas Jones – Sir John Simon - Samuel West – Anthony Eden - David Schofield – Clement Attlee - Richard Lumsden – Hastings Ismay - Malcolm Storry – Edmund Ironside | - Hilton McRae – Arthur Greenwood - Benjamin Whitrow – Samuel Hoare - Joe Armstrong – John Evans - Adrian Rawlins – Hugh Dowding - David Bamber – Bertram Ramsay - David Strathairn – Franklin D. Roosevelt - Jeremy Child – Lord James Stanhope - Brian Pettifer – Kingsley Wood - Michael Gould – Lord Londonderry - John Atterbury – Alexander Cadogan |

## Mottagande
Darkest Hour möttes av positiva recensioner av kritiker och hyllades för Gary Oldmans rollprestation som Winston Churchill. På Rotten Tomatoes har filmen ett medelbetyg på 86%, baserad på 248 recensioner, och ett genomsnittsbetyg på 7,4 av 10. På Metacritic har filmen genomsnittsbetyget 75 av 100, baserad på 50 recensioner.

## Utmärkelser

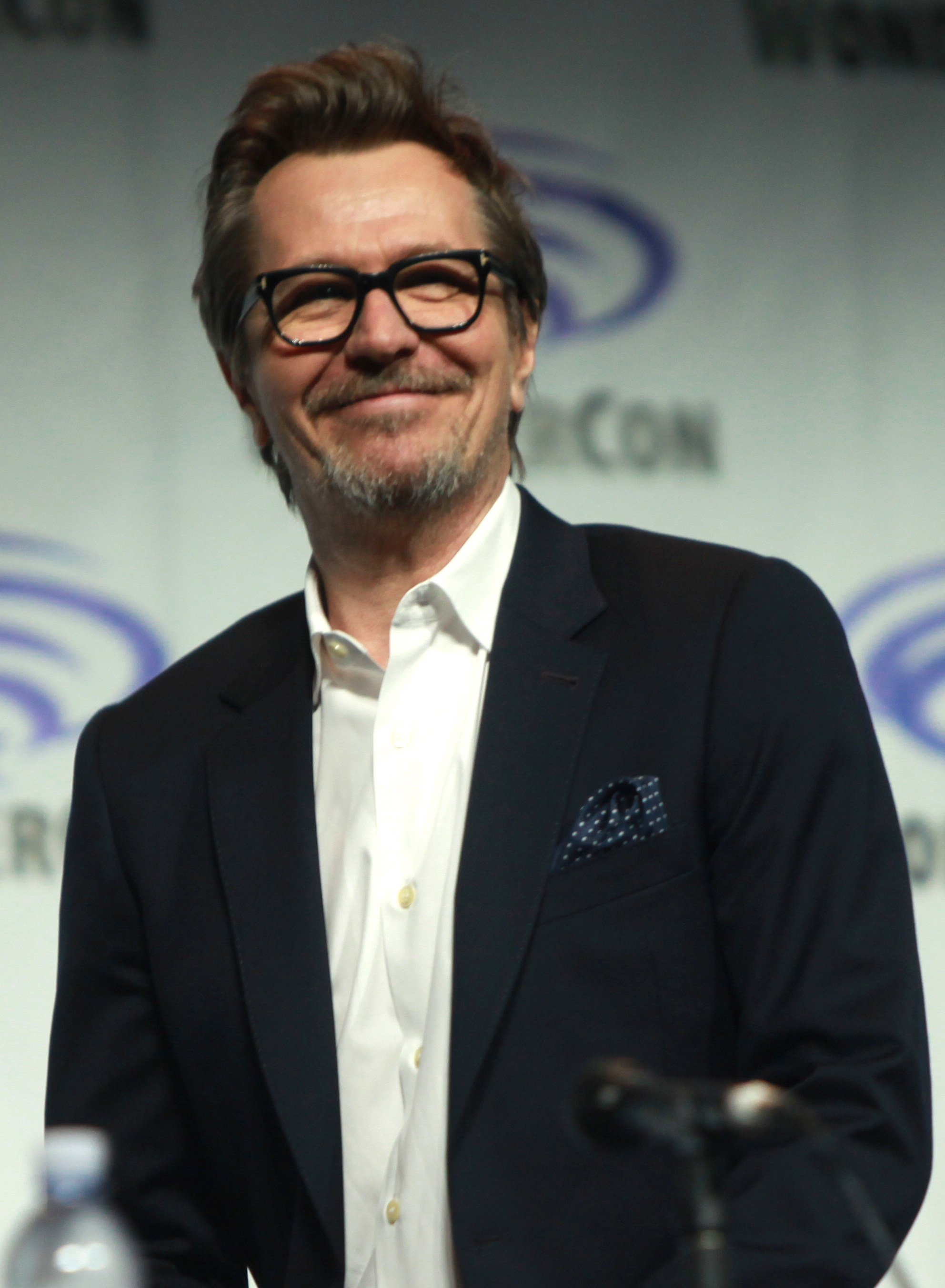
Gary Oldman hyllades för sin rollprestation som Winston Churchill och har mottagit ett stort antal filmpriser och nomineringar

| Priser och nomineringar             | Priser och nomineringar         | Priser och nomineringar                                                                | Priser och nomineringar |
| Utmärkelse                          | Kategori                        | Mottagare                                                                              | Resultat                |
| ----------------------------------- | ------------------------------- | -------------------------------------------------------------------------------------- | ----------------------- |
| Oscar (90:e)                        | Bästa manliga huvudroll         | Gary Oldman                                                                            | Vann                    |
| Oscar (90:e)                        | Bästa smink                     | Kazuhiro Tsuji, David Malinowski och Lucy Sibbick                                      | Vann                    |
| Oscar (90:e)                        | Bästa film                      | Tim Bevan, Eric Fellner, Lisa Bruce, Anthony McCarten och Douglas Urbanski             | Nominerad               |
| Oscar (90:e)                        | Bästa scenografi                | Sarah Greenwood och Katie Spencer                                                      | Nominerad               |
| Oscar (90:e)                        | Bästa foto                      | Bruno Delbonnel                                                                        | Nominerad               |
| Oscar (90:e)                        | Bästa kostym                    | Jacqueline Durran                                                                      | Nominerad               |
| Golden Globe Awards (75:e)          | Bästa manliga huvudroll (drama) | Gary Oldman                                                                            | Vann                    |
| BAFTA Awards (71:a)                 | Bästa manliga huvudroll         | Gary Oldman                                                                            | Vann                    |
| BAFTA Awards (71:a)                 | Bästa smink och hår             | David Malinowski, Ivana Primorac, Lucy Sibbick och Kazuhiro Tsuji                      | Vann                    |
| BAFTA Awards (71:a)                 | Bästa film                      | Tim Bevan, Lisa Bruce, Eric Fellner, Anthony McCarten och Douglas Urbanski             | Nominerad               |
| BAFTA Awards (71:a)                 | Bästa kvinnliga biroll          | Kristin Scott Thomas                                                                   | Nominerad               |
| BAFTA Awards (71:a)                 | Bästa brittiska film            | Joe Wright, Tim Bevan, Lisa Bruce, Eric Fellner, Anthony McCarten och Douglas Urbanski | Nominerad               |
| BAFTA Awards (71:a)                 | Bästa filmmusik                 | Dario Marianelli                                                                       | Nominerad               |
| BAFTA Awards (71:a)                 | Bästa produktionsdesign         | Sarah Greenwood och Katie Spencer                                                      | Nominerad               |
| BAFTA Awards (71:a)                 | Bästa foto                      | Bruno Delbonnel                                                                        | Nominerad               |
| BAFTA Awards (71:a)                 | Bästa kostym                    | Jacqueline Durran                                                                      | Nominerad               |
| Screen Actors Guild Awards (24:e)   | Bästa manliga huvudroll         | Gary Oldman                                                                            | Vann                    |
| Critics' Choice Movie Awards (23:e) | Bästa manliga skådespelare      | Gary Oldman                                                                            | Vann                    |
| Critics' Choice Movie Awards (23:e) | Bästa smink                     | Darkest Hour                                                                           | Vann                    |
| Critics' Choice Movie Awards (23:e) | Bästa film                      | Darkest Hour                                                                           | Nominerad               |
| Critics' Choice Movie Awards (23:e) | Bästa kompositör                | Dario Marianelli                                                                       | Nominerad               |
| Satellite Awards (22:a)             | Bästa manliga huvudroll         | Gary Oldman                                                                            | Vann                    |
| Satellite Awards (22:a)             | Bästa ljud                      | Darkest Hour                                                                           | Nominerad               |
| Satellite Awards (22:a)             | Bästa musik                     | Dario Marianelli                                                                       | Nominerad               |
| Satellite Awards (22:a)             | Bästa foto                      | Bruno Delbonnel                                                                        | Nominerad               |
| Satellite Awards (22:a)             | Bästa klippning                 | Valerio Bonelli                                                                        | Nominerad               |